# Sentice
Sentice (deutsch Sentitz) ist eine Gemeinde in Tschechien. Sie liegt fünf Kilometer südöstlich von Tišnov und gehört zum Okres Brno-venkov.

## Geographie
Sentice befindet sich am Fuße des Brünner Berglandes in der Boskowitzer Furche. Im Dorf entspringt der Bach Sentický potok. Nordöstlich erhebt sich die Čebínka (433 m), im Südwesten und Nordwesten die beiden Gipfel der Sokolí (419 m bzw. 398 m).
Nachbarorte sind Hradčany im Norden, Malhostovice im Nordosten, Čebín im Osten, Moravské Knínice im Südosten, Chudčice und Veverská Bítýška im Süden, Kopaniny, Holasice, Lažánky und Šárka im Südwesten, Heroltice im Westen sowie Vohančice, Březina und Tišnov im Nordwesten.

## Geschichte
Die erste urkundliche Erwähnung von Sempczicz erfolgte im Jahre 1358. In dem Ort befand sich eine Feste, die in der zweiten Hälfte des 15. Jahrhunderts während des böhmisch-ungarischen Krieges zerstört wurde. Im Jahre 1519 wurde das Dorf an die Herrschaft  Veveří angeschlossen. 1588 wurde die wüste Feste als Teil der Herrschaft Veveří genannt. Das älteste Ortssiegel stammt aus dem Jahre 1694. Es zeigte zwei gekreuzte Sensen und die Aufschrift Gedyna Semtice. Die Ortsskitze der Gemeinde Sentitz aus dem Jahre 1826 stellt die älteste kartographische Darstellung des Dorfes dar. Bis zur Mitte des 19. Jahrhunderts blieb Sentice immer nach Veveří untertänig.
Nach der Aufhebung der Patrimonialherrschaften bildete Sentice ab 1850 eine Gemeinde im Brünner Bezirk und Gerichtsbezirk Tischnowitz. Seit 1896 gehörte Sentice zum neu gebildeten Bezirk Tischnowitz. Nach der Auflösung des Okres Tišnov kam die Gemeinde mit Beginn des Jahres 1961 zum Okres Brno-venkov. Pfarrort ist Čebín.
Die in Sentice ansässige Kleinbrauerei von Jiří Jelínek ist bekannt für das Bier Kvasar. Das hefetrübe Honigbier wird in 1,5 l PET-Flaschen verkauft und in Lizenz auch von der Brauerei Černá Hora produziert.

## Gemeindegliederung
Für die Gemeinde Sentice sind keine Ortsteile ausgewiesen.

## Sehenswürdigkeiten
- Kapelle des hl. Johannes von Nepomuk, geweiht 1868 als Kirche
- barocke Statue des hl. Johannes von Nepomuk, geschaffen 1775
- Statue des hl. Florian, aus dem Jahre 1854
- Denkmal für die Opfer beider Weltkriege
- Hügel Čebínka mit mehreren Kalksteinbrüchen. Auf dem Gipfel befindet sich ein 38 m hoher stählerner Telekommunikationssendemast. Im Jahre 2003 wurde in 30 m Höhe eine Aussichtsplattform freigegeben.